# 36. vestlige længdekreds
Den 36. vestlige længdekreds (eller 36 grader vestlig længde) er en længdekreds, der ligger 36 grader vest for nulmeridianen. Den løber gennem Ishavet, Grønland, Atlanterhavet, Sydamerika, det Sydlige Ishav og Antarktis.